# 獅子座40
獅子座40，又名BD+20 2466，HD 89449、SAO 99065、HR 4054，是獅子座的一颗恒星，视星等为4.79，位于銀經217.12，銀緯54.48，其B1900.0坐标为赤經10h 14m 17.6s，赤緯+19° 54.48′ 42″。